# Alexandru Țierean
Alexandru Țierean (n. 24 ianuarie 1882, Voiteg, Comitatul Timiș, Regatul Ungariei - d.18 noiembrie 1943) a fost un deputat în Marea Adunare Națională de la Alba Iulia, organismul legislativ reprezentativ al tuturor românilor din Transilvania, Banat și  Țara Ungurească”, cel care a adoptat hotărârea privind Unirea Transilvaniei cu România, la 1 decembrie 1918.

## Biografie
Țierean Alexandru s-a născut la data de 24 ianuarie, în comuna Voiteg, Timiș, fiind unul din delegații oficiali care au votat unirea la 1 decembrie 1918. Din 1901 a fost învățător până în 1938, când a ieșit la pensie. A fost delegat de Comitetul Național Român (1848) din comuna Voiteg, Timiș la marea întrunire națională din Alba Iulia, votând în baza delegației primite unirea. Se stinge din viață la vârstra de 61 de ani (18 noiembrie 1943).